# Обсерватория Нихондайра
Обсерватория Нихондайра — астрономическая обсерватория, основанная в 1967 году в Симидзу (Сидзуока, Япония). В честь обсерватории Нихондайра назван астероид (2880) Нихондайра, открытый 8 февраля 1983 года японским астрономом Цутому Сэки в обсерватории Гэйсэй.

## Направления исследований
- Поиск новых астероидов
- Астрометрия астероидов и комет

## Основные достижения
- Открыто 163 астероида.
- с 1967 по 2000 год опубликовано 7024 астрометрических измерения[1].

## Известные сотрудники
- Т. Урата
- М. Кидзава